# إهلاك
إهلاك (بالإنجليزية: Depreciation)‏، يسمى أيضا الاهتلاك والاندثار، ولكن ليس الاستهلاك كما يفهمه البعض. الإهلاك يشير إلى مفهومين مختلفين لكنهم متصلين بشكلا ما: 
1. الهبوط في تكلفة الأصول الثابتة.
2. التوزيع المنتظم للأصول الثابتة أو لتكلفة تاريخية خلال الفترة الإنتاجية لها.

والمثال على هذه الأصول الثابتة كثيره كالسيارات والمباني والمعدات والآلات ولا تشمل هذه الأصول الأراضي لأنها غير قابله للإهلاك وغير مقيدة بعمر زمني. فاذا امتلكت الشركة آلة فإن هذه الآلة تعتبر أصلا ثابتا تهتلك على فترات زمنية مختلفة، ولحساب قيمة هذا الإهلاك هنالك عدة طرق كما هو موضح في الأسفل.
ومن المهم ان ننتبه إلى الفرق بين الإهلاك (Depreciation) والاستهلاك (Consumption). لأن الثاني هو النفقات على السلع والخدمات.

## أسباب الإهلاك
1. استخدام الأصل بحيث يؤدي استخدامه تدريجيا إلى تعطلها أو فنائها.
2. تقدم العمر الزمني للأصل وظهور منتجات أحدث منه.

## حساب الإهلاك
تعتمد طريقة اختيار الطريقة المناسبة لحساب الإهلاك على طبيعة الأصل الثابت. لكن قبل البدء في هذا الموضوع يجب أن ننتبه ان هنالك عوامل تؤثر على حساب الإهلاك
أولها: تكلفة الأصل (Initial cost) وتشمل كافة التكاليف من شراء الأصل إلى ان يصل إلى الموقع من تكاليف نقل وتأمين و..الخ.
ثانيها: العمر الإنتاجي للأصل (Book life)
ثالثها: الخردة (Salvage value) قيمة بيع الأصل بعد انتهاء عمره الإنتاجي.

## طريقة القسط الثابت
أكثر الطرق استخداما وأبسطها حيث تطرح قيمة الخردة من تكلفة الأصل وتقسم على العمر الإنتاجي للأصل ومن ثم توزع توزيعا متساويا. ويفضل استخدام هذه الطريقة إذا كانت تكلفة صيانة الأصل وإصلاحها لا تتغير من فترة لأخرى.
```
الإهلاك
 = (تكلفة الأصل-قيمة الخردة)/(العمر الإنتاجي)
```

## طريقة مجموع ارقام السنين
هذه الطريقة توزع قيمة الأصل على السنوات المستفيدة من خدماته بشكل متناقص، تحمل فيها السنين الأولى من عمر الأصل بعبء أكبر، اما السنوات الأخيرة فيكون لها العبء الأقل.
ولتحديد كيفية احتساب قسط الإهلاك بموجب طريقة مجموع ارقام السنين يتم احتساب مجموع ارقام سنوات العمر الإنتاجي للأصل باستخدام المعادلة التالية:
مجموع ارقام سنوات العمر الإنتاجي للأصل= ن(ن+1)/2
حيث ان (ن) هي العمر الإنتاجي للأصل
ثم نطبق المعادلة التالية :
قسط الإهلاك السنوي=(تكلفة الأصل - قيمة الخردة)العمر الباقي/مجموع ارقام سنوات العمر الإنتاجي.

## طريقة إعادة التقدير
تصلح طريقة إعادة التقدير أو التقييم في احتساب اهتلاك الأصل الثابت الملموس المكون من عناصر أو أجزاء صغيره يتعذر تقدير عمرها الإنتاجي مثل المعدات اليدوية وقطع غيار المعدات، والآلات، والنماذج المعدنية والمواشي وما شابه ذلك. 
ويتم تحديد قسط الإهلاك في هذه الطريقة بإيجاد الفرق بين قيمة الأصول في نهاية السنة المالية، وقيمتها في بداية السنة ذاتها.
وعادة يقوم بإعادة التقدير خبراء وفنيون مختصون ويمكن التعبير عن ذلك بالشكل التالي :
قسط الإهلاك السنوي وفقاً لطريقة إعادة التقدير = (قيمة التقدير للأصل في بداية العام - قيمة التقدير للأصل في نهاية العام).
فمثلا إذا كان رصيد العدد والأدوات المستخدمة في المشروع في تاريخ 1/1 يساوي 2000 دينار، وقد جردت في نهاية العام 31/12 وقومت بمبلغ 1950 دينار، نستنتج ان قسمة قسط الإهلاك للعام = (2000-1950= 50 ديناراً).

## طريقة الرصيد المتناقص
يتم من خلالها تخصيص مصروفات استهلاك كبيرة في السنوات الأولى من العُمر الإنتاجي للأصل، وتخفيض تلك القيمة في السنوات اللاحقة. وتستخدم لتسجيل انخفاض قيمة الأصول التي تفقد قيمتها بسرعة مثل معدات الكمبيوتر وغيرها من المنتجات التكنولوجية. ونظراً لارتفاع معدل الاستهلاك في السنوات الأولى، سينخفض صافي الدخل مما سيؤدي بدوره إلى انخفاض الضرائب. إلا أن تلك الطريقة في احتساب الاستهلاك لا تعتبر طريقة مُناسبة لاحتساب الاستهلاك الخاص بالأصول التي لا تفقد قيمتها بسرعة مثل المعدات والآلات.

## طريقة معدل النفاذ
تستخدم هذه الطريقة لاحتساب اهتلاك الموارد الطبيعية Natural Resources نتيجة لاستخراجها لأن هذه الأصول لها صفة النفاذ Depletion ومن أمثلة ذلك، (آبار النفط، المناجم، المحاجر) وعادة يحتسب معدل النفاذ طبقا لتكلفة الأصل إلى اجمالي المخزون المقدر. 
ويكون قسط الإهلاك متغيراً حسب زيادة ونقص الوحدات (الكميات) التي يتم استخراجها، حيث يتم التعبير عن ذلك بالمعادلة التالية:
قسط الإهلاك= معدل النفاذ * عدد الوحدات (الكميات) المستخرجة خلال السنة المالية.
حيث ان معدل النفاذ = تكلفة الأصل / عدد الوحدات المتوقع استخراجها طيلة العمر الإنتاجي.